# Phragmatobia brunnea
Phragmatobia brunnea är en fjärilsart som beskrevs av Barend J. Lempke 1944. Phragmatobia brunnea ingår i släktet Phragmatobia och familjen björnspinnare. Inga underarter finns listade i Catalogue of Life.